# Landesregierung Rausnitz
Die Landesregierung Rausnitz unter Landeshauptmann Alfred Rausnitz bildete die erste Burgenländische Landesregierung vom 5. März 1922 bis 14. Juli 1923. 
Nachdem Anfang 1922 Robert Davy als Landesverwalter des Burgenlandes zurückgetreten war, wurde Rausnitz zum Nachfolger bestellt. Bis zum Sommer 1922 leitete er den Aufbau einer funktionierenden Landesverwaltung mit gleichzeitiger Angleichung an das österreichische System. Mit der Konstituierung des Burgenländischen Landtags der I. Gesetzgebungsperiode erlosch das Amt des Landesverwalters. Rausnitz wurde in der Folge zum ersten Landeshauptmann des Burgenlandes gewählt. 
Als sich Rausnitz in der sogenannten Piringsdorfer Affäre kompromittierte, wurde ein Misstrauensvotum gegen Rausnitz vorbereitet. Um einer Absetzung als Landeshauptmann zu entgehen, demissionierte er am 14. Juli 1923 selbst. Nachfolger als Landeshauptmann wurde mit sozialdemokratischer Unterstützung Alfred Walheim. 

## Regierungsmitglieder
| Amt                            | Name                 | Partei          | Anmerkungen                               |
| ------------------------------ | -------------------- | --------------- | ----------------------------------------- |
| Landeshauptmann                | Alfred Rausnitz      | parteilos       | Rücktritt am 14. Juli 1923                |
| Landeshauptmann-Stellvertreter | Ludwig Leser         | SdP             |                                           |
| Landeshauptmann-Stellvertreter | Franz Stesgal        | CSP             |                                           |
| Landesrat                      | Ernst K. Hoffenreich | SdP             |                                           |
| Landesrat                      | Alfred Ratz          | CSP             |                                           |
| Landesrat                      | Alfred Walheim       | Bauernbund/GdVP |                                           |
| Landesrat                      | Gustav Walter        | Bauernbund/GdVP | bis 30. Januar 1923                       |
| Landesrat                      | Viktor Veit          | Bauernbund/GdVP | ersetzte am 30. Januar 1923 Gustav Walter |